# Alexis Copello
Alexis Copello Sánchez (aserbaidschanisch Aleksis Kopello; * 12. August 1985 in Santiago de Cuba) ist ein kubanischer Leichtathlet, der sich auf den Dreisprung spezialisiert hat und der seit 2017 für Aserbaidschan startberechtigt ist.

## Sportliche Laufbahn
Erste internationale Erfahrungen sammelte Alexis Copello im Jahr 2005, als er bei den Zentralamerika- und Karibikmeisterschaften in Nassau mit einer Weite von 17,09 m den vierten Platz belegte. Im Jahr darauf gewann er dann bei den Zentralamerika- und Karibikspielen in Cartagena de Indias mit 16,85 m die Silbermedaille hinter seinem Landsmann Yoandri Betanzos. 2008 gewann er bei den CAC-Meisterschaften in Cali mit 16,91 m die Bronzemedaille hinter dem Bahamaer Leevan Sands und seinem Landsmann Héctor Fuentes. Er qualifizierte sich auch für die Olympischen Spiele in Peking, bei denen er mit 17,09 m den Finaleinzug knapp verpasste. Im März 2009 steigerte er seine persönliche Bestleistung zunächst auf 17,62 m und setzte sich damit zwischenzeitlich die Spitze der Weltjahresbestenliste. Im Mai gelang ihm ein noch weiterer Sprung auf 17,65 m, so dass er als Medaillenanwärter zu den Weltmeisterschaften in Berlin anreiste. Nach fünf Versuchen im Finale lag er auf dem sechsten Rang. Im letzten Versuch gelang es ihm aber noch, mit einer Weite 17,36 m Leevan Sands vom dritten Platz zu verdrängen und sich so hinter Phillips Idowu und Nelson Évora die Bronzemedaille zu sichern. Zuvor siegte er noch bei den CAC-Meisterschaften in Havanna mit einer Weite von 17,33 m. 2010 siegte er dann bei den Ibero-Amerikanischen Meisterschaften in San Fernando mit einem Sprung auf 17,28 m und stellte damit einen neuen Meisterschaftsrekord auf und anschließend wurde er beim Leichtathletik-Continentalcup in Split mit 17,25 m Zweiter hinter dem Rumänen Marian Oprea. 2011 belegte er bei den Weltmeisterschaften im südkoreanischen Daegu mit 17,47 m im Finale den vierten Platz und anschließend siegte er bei den Panamerikanischen Spielen in Guadalajara mit 17,21 m. Im Jahr darauf wurde er bei den Hallenweltmeisterschaften in Istanbul mit 16,72 m Siebter und nahm im Sommer erneut an den Olympischen Spielen in London teil, bei denen er mit 16,92 m im Finale den achten Platz erreichte.
Am 30. März 2017 wechselte er in die Nationalmannschaft von Aserbaidschan und gewann dann Anfang Mai bei den Islamic Solidarity Games in Baku mit 16,90 m die Silbermedaille hinter seinem neuen Landsmann Nazim Babayev. Anschließend erreichte er bei den Weltmeisterschaften in London das Finale und klassierte sich dort mit 17,16 m auf dem fünften Platz. Im Jahr darauf wurde er bei den Hallenweltmeisterschaften in Birmingham mit 17,17 m Vierter und anschließend wurde er bei der Diamond League in Doha mit 17,21 m Dritter und gewann dann Anfang August bei den Europameisterschaften in Berlin mit 16,93 m die Silbermedaille hinter dem Portugiesen Nelson Évora. 2019 gelangte er bei den Weltmeisterschaften in Doha ein weiteres Mal bis in das Finale und belegte diesmal mit 17,10 m den siebten Platz. 2021 gewann er dann bei seiner ersten Teilnahme an den Halleneuropameisterschaften im polnischen Toruń mit 17,04 m die Silbermedaille hinter dem für Portugal startenden Kubaner Pedro Pablo Pichardo. Im Jahr darauf gewann er bei den Islamic Solidarity Games in Konya mit 16,40 m die Silbermedaille hinter dem Türken Necati Er und anschließend schied er bei den Europameisterschaften in München ohne einen gültigen Versuch in der Qualifikationsrunde aus. 2023 wurde er bei der 3. Liga der Team-Europameisterschaft im Rahmen der Europaspiele in Chorzów mit 15,91 m Zweiter und anschließend belegte er bei den Balkan-Meisterschaften in Kraljevo mit 16,12 m den vierten Platz. Im August schied er dann bei den Weltmeisterschaften in Budapest ohne einen gültigen Versuch in der Qualifikationsrunde aus. Im Jahr darauf verpasste er bei den Europameisterschaften in Rom mit 16,44 m den Finaleinzug.